# Rio Căldări
O Rio Căldări é um rio da Romênia, afluente do Rio Olt, localizado no distrito de Vâlcea.